# Siphlonurus davidi
Siphlonurus davidi is een haft uit de familie Siphlonuridae. De wetenschappelijke naam van de soort is voor het eerst geldig gepubliceerd in 1932 door Navás.
De soort komt voor in het Palearctisch gebied.